# 4 de juliol
El 4 de juliol és el cent vuitanta-cinquè dia de l'any del calendari gregorià i el cent vuitanta-sisè en els anys de traspàs. Queden 180 dies per finalitzar l'any.

## Esdeveniments
Països Catalans
- 1840 - Berga (el Berguedà): els carlins de Ramon Cabrera i Grinyó perden la batalla de Berga de 1840, considerada l'última batalla de la primera guerra carlina i acaben fugint el 6 de juliol cap a França, on els carlins restaran exiliats fins al 1841.
- 1994 - Catalunya: Es declaren els grans incendis forestals de la Catalunya Central que en uns dies devastaran unes 55.000 hectàrees de bosc i conreus entre les comarques del Bages i el Berguedà.

Resta del món
- 1415 - Constança (Alemanya): durant el concili de Constança, en el marc del Gran Cisma d'Occident, el papa Gregori XII renuncia al càrrec. El següent papa que va renunciar fou Benet XVI, el 2013.
- 1710 - Riga (Letònia): la ciutat de Riga signa la Capitulació i s'integra a l'Imperi Rus.
- 1776 - els Estats Units: aquests estats es proclamen independents del Regne Unit.[1]
- 1919 - Perú: el cop d'estat del General Augusto Bernardino Leguía inicia el període de dictadura conegut com el Oncenio.
- 1977 - Espanya: Adolfo Suárez jura el càrrec de president del govern per segona vegada.
- 2012 - Ginebra (Suïssa): S'anuncia des de la seu del CERN, en retransmissió directa al si de la conferència ICHEP 2012, el descobriment d'una nova partícula, de massa al voltant dels 125 GeV, i compatible amb el bosó de Higgs.

## Naixements
Països Catalans
- 1816 - Calaf, Anoia: Laureà Figuerola i Ballester, economista i polític català.
- 1843 - Gràcia, Barcelona: Josep Bosch i Carbonell, empresari i polític català.
- 1903 - Bétera (el Camp de Túria): Alfons Roig Izquierdo, sacerdot, escriptor i crític d'art valencià (m. 1987).
- 1919 - Romania: Margarita Brender Rubira, arquitecta catalana (m. 2000).[2]
- 1930 - Barcelona: Salvador Mel·lo i Nicola, ballarí i coreògraf de dansa catalana (m. 2001).[3]
- 1953 - Palma: Aina Maria Salom Soler, farmacèutica i política i diputada mallorquina.[4]
- 1956 - Barcelona: Carme Torras, matemàtica, informàtica, robotista, professora d'investigació i novel·lista de ciència-ficció.[5]
- 1959 - Alaior, Menorca: Joana Lluïsa Mascaró Melià, política menorquina que fou Consellera Insular de Cultura.[6]
- 1963 - Figueres: Anna Junyer Genover, jugadora i entrenadora de bàsquet catalana.[7]
- 1966 - la Vall d'Uixó: Antonia García Valls, mestra i política valenciana, ha estat diputada al Congrés dels Diputats.[8]
- 1973 - Barcelona: Eva Sanz Sanz, atleta catalana especialitzada en curses de fons.[9]
- 1983 - Tarragona: Alba Juncosa Ciurana, jugadora de corfol.[10]

Resta del món
- 1790 - Gwerndale, Gal·les: George Everest, geògraf i topògraf gal·lès, responsable general de la topografia de l'Índia (m. 1866).

- 1804 - Salem, Massachusetts, Estats Units: Nathaniel Hawthorne, novel·lista i contista estatunidenc (m. 1864).
- 1807 - Niça, França: Giuseppe Garibaldi, militar i polític italià (m. 1882).[11]
- 1825 - París: Hélène Bertaux, escultora francesa, primera a obtenir reconeixement, i activista a favor de les dones artistes (m. 1909).[12]
- 1844 - Comtat de Rensselaer, Nova York: Edmonia Lewis, escultora americana (m. 1907).[13]
- 1847 - Taras, Costa Rica: Manuel María de Peralta y Alfaro, polític costa-riqueny (m. 1930).
- 1868 - Massachusetts, EUA: Henrietta Swan Leavitt, astrònoma nord-americana (m. 1921).[14]
- 1872 - Plymouth, Vermont (EUA): Calvin Coolidge, 29è president dels Estats Units (m. 1933).
- 1880 - Radviliškis, Lituània: Elena Laumenskienė, pianista, professora i compositora lituana (m. 1960).[15]
- 1896:
  - Tongxiang (Xina): Mao Dun (en xinès: 茅盾), periodista, crític literari, editor, escriptor i polític xinès. Ministre de Cultura (1949-1965) de la República Popular Xina (m. 1981).[16]
- 1898 - Londres: Gertrude Lawrence, actriu, cantant i ballarina anglesa (m. 1952).[17]
- 1900 - París (França): Robert Desnos, poeta surrealista francès (m. 1945).[18]
- 1912 - Roubaix: Viviane Romance, actriu teatral, cinematogràfica i televisiva de nacionalitat francesa (m. 1991).[19]
- 1921 - Calais, França: Gérard Debreu, economista, Premi Nobel d'Economia de 1983 (m. 2004).[20]
- 1923 - Madrid: Luisa Sala Armayor, actriu espanyola (m. 1986).[21]
- 1925 - Durban, Sud-àfrica: Olive Mary Hilliard, botànica i taxònoma sud-africana; ha donat nom a 372 espècies de plantes.[22]
- 1926 - Buenos Aires, Argentina: Alfredo Di Stéfano Laulhé, jugador i entrenador de futbol d'origen argentí nacionalitzat espanyol (m. 2014).
- 1927 - Subiaco: Gina Lollobrigida, actriu i reportera fotogràfica italiana (m. 2023).
- 1934 - Madrid: Carmen Santonja, compositora i cantant, pintora i escriptora (m. 2000).[23]
- 1938 - Parow, Bellville, Sud-àfrica: Ernie Pieterse, pilot de curses automobilístiques sud-africà.
- 1952 - Medellín, Colòmbia: Álvaro Uribe Vélez, president de Colòmbia.
- 1963 - Münster: Ute Lemper, cantant i actriu alemanya, coneguda per la seva interpretació del treball de Kurt Weill.[24]
- 1966 - Zaria: Josephine Obiajulu Odumakin, activista pels drets de les dones nigeriana.[25]
- 1975 - Valladolid: Abigail Marcet, coneguda també com a Abigail, cantautora espanyola.[26]
- 1988 - Pamplona: Marta Unzué Urdániz, jugadora de futbol espanyola, centrecampista.[27]
- 2000 - Edogawa, Japó: Rikako Ikee, nedadora japonesa.[28]

## Necrològiques
Països Catalans
- 1720: Josep de Vilamala, darrer President de la Generalitat de Catalunya abans de la primera abolició de la institució el 16 de setembre de 1714.
- 1911, Barcelona: Josep Espasa, editor català, fundador de l'Editorial Espasa (n. 1840).
- 1988, Barcelona: Antoni Castejón i Barrios, meteoròleg (n. 1947).
- 1895, Barcelona: Frederic Soler i Hubert, Serafí Pitarra, dramaturg, poeta i empresari teatral català (n. 1839).[29]
- 1974, Barcelona: Pepita Sellés i Castells, música, pianista, violoncel·lista i acordionista, fundadora de l'Orquestra de Cambra d'Acordions de Barcelona (n. 1908).[30]
- 1978, Barcelona: Carme Balmas i Guitart, pintora catalana (n. 1894).[31]
- 1993, Madrid: Lola Gaos, actriu valenciana de teatre, cinema i televisió, de reconegut prestigi internacional (n. 1921).[32]
- 1994, València: Juan Gil-Albert Simón, poeta i assagista valencià (n. 1904).
- 2001, Barcelona: Joan Josep Tharrats i Vidal, pintor, teòric d'art i editor català.[33]
- 2008, Las Palmas de Gran Canaria: Pilar Faus Sevilla, escriptora, investigadora i bibliotecària (n. 1925).[34]

Resta del món
- 1622, Siraz, Geòrgia: Luarsab II de Kartli, rei de Geòrgia (segons el calendari julià, el 21 de juny).
- 1623, Stondon Massey, Essex (Anglaterra): William Byrd, un dels primers compositors anglesos coneguts (n. 1540).[35]
- 1826:
  - Quincy (Massachusetts): John Adams, 2n president dels Estats Units (1797-1801) (n. 1735).
  - Charlottesville, Virgínia: Thomas Jefferson, 3r president dels Estats Units (1801-1809) (n. 1743).[36]
- 1831, Nova York, Estats Units: James Monroe, 5n president dels Estats Units (1817-1825) (n. 1758).[37]
- 1848, París (França): François-René de Chateaubriand, escriptor francès d'origen bretó (n. 1768).[38]
- 1874, Tournai (Bèlgica): Hippolyte Boulenger, paisatgista belga influït per l'Escola de Barbizon, considerat el "Corot" belga (n. 1837).[39]
- 1931, Nova York: Emma Cecilia Thursby, cantant d'òpera novaiorquesa (n. 1845).[40]
- 1934, Salenches (França): Marie Curie, física i química francesa d'origen polonès, premi Nobel de Física i de Química (n. 1867).[41]
- 1938, París: Suzanne Lenglen, tennista francesa, una de les millors de tots els temps.[42]
- 1992, Buenos Aires, Argentina: Ástor Piazzolla, bandoneonista i compositor argentí (n. 1921).
- 1995, Madrid: Irene Gutiérrez Caba, actriu espanyola (n. 1927).[43]
- 2003, Los Angeles, Califòrnia, EUA: Barry White, cantant estatunidenc (n. 1944).
- 2019, Madrid, Espanya: Arturo Fernández, actor espanyol (n. 1929).

## Festes i commemoracions
- Festa Local a Puigcerdà, a la comarca de la Cerdanya i a Sant Fruitós de Bages al Bages.
- Dia de la Independència dels Estats Units d'Amèrica, als Estats Units: commemoració de la independència del país.

### Santoral[44]

#### Església Catòlica[45]
- Sants al Martirologi romà (2011): Elisabet de Portugal, reina; Jocundià, màrtir; Laurià de Vatan, màrtir (s. IV); Valentí de Langres, eremita (s. V); Florenci de Caors, bisbe (s. V); Berta de Blangy, abadessa (725); Andreu de Creta, monjo (740); Ulric d'Augsburg, bisbe (973); Antoine Daniel, monjo màrtir (1648); Cesidio Giacomantonio, monjo i màrtir (1900); 
  - Beats Joan de Vespignano (s. VIII-IX); Bonifaci de Belley, bisbe de Canterbury (1270); John Cornelius, Thomas Bosgrave, John Carey i Patrick Salmon, màrtirs (1594); William Andleby, Henry Abbot, Thomas Warcop i Edward Fulthorp, màrtirs (1597); Pere Kibe Kasui, màrtir (1639); Cathérine Jarrige, monja (1836); Pier Giorgio Frassati, benefactor (1925); Jozef Kowalski, màrtir (1942); Maria Crocifissa Curcio, fundadora (1957).
- Sants: Innocenci, Sebastia i 30 companys màrtirs de Sírmium; Namfanió i companys màrtirs de Madaura (ca. 180); Sisoes, ancorita; Teodor de Cirene (màrtir) (ca. 310); Elies I de Jerusalem, patriarca (508); Berta d'Artois, princesa franca (s. VI); Finbar de Wexford, abat (s. VI); Aurelià de Lió, bisbe (895); Bru i Ató d'Ottobeuren, monjos (s. XI); Alberto Quadrelli, bisbe de Rivolta (ca. 1173); trasllat de les relíquies de Sant Martí de Tours.
- Beats: Damiano Grassi de Rivoli, dominic (1515); Enric d'Albano, cardenal.
- Venerats a l'Orde de la Mercè: beata Natàlia de Tolosa, monja (1355).
- A l'Orde Servita: beat Ubaldo Adimaro.

#### Església Copta
- 27 Baoni: sants Ananies de Damasc, bisbe i màrtir; Tomàs de Schandalat, màrtir a Alexandria.

#### Església Ortodoxa (segons el calendari julià)
- Se celebren els corresponents al 17 de juliol del calendari gregorià.

#### Església Ortodoxa (segons el calendari gregorià)
Corresponen al 21 de juny del calendari julià litúrgic:
- Sants: Terenci d'Icònium, bisbe (s. I); Afrodisi de Cilícia, màrtir; Julià de Tars, màrtir (311); Juli i Julià de Novara (s. V); Anastàsia de Sèrbia, mare de Sant Sava (1200); Teodor de Starodub (1330); Màxim el Grec, monjo (1556); Niktas de Nísiros, monjo (1732); Joan, prevere, màrtir (1918); Jordi de Kaluga, arximandrita (1932); Jonas, monjo, màrtir (1938); Pavel, Nikolai i Aleksei, preveres màrtirs (1938).

##### Església Ortodoxa Grega
- Antoni, Anastasi, Celsi, Basilissa i companys màrtirs; Julià de Líbia, màrtir.

##### Església Ortodoxa de Geòrgia
- Sants Artxil de Kakhètia (787), príncep i màrtir, i Luarsab II de Kartli, rei i màrtir (1615).

#### Esglésies luteranes
- Sant Ulric d'Augsburg.